# اقتصاد الأردن
الأردن بلد صغير من حيث المساحة محدود الموارد، ومع أن اقتصاده في تحسن مستمر منذ إعلان استقلاله، إلا أن أوضاعه الأخيرة مقلقة من حيث ارتفاع التكاليف الانتاجية وأرتفاع أسعار الطاقة تؤثر على تنافسية المنتجات المحلية لصالح السلع الأجنبية. كما يواجه اقتصاده خمسة معوقات تتمثّل بـالطاقة والمياه والرقعة الزراعية واللجوء وعدم ثبات الأسواق. يحتل الاقتصاد الأردني المركز 89 عالميا. أرتفع إجمالي ناتجه المحلي للفرد بنسبة 351٪ في السبعينات، وتراجع تراجعاً طفيفاً بلغ 30% فقط خلال فترة الثمانينات، وعاد ليرتفع مجدداً بنسبة 30% في فترة التسعينات. حوالي 10% تقريباً من أراضي الأردن صالحة للزراعة، موارد المياه الجوفية محدودة، ومعدل هطول الأمطار منخفض ومتفاوت بدرجة كبيرة بين منطقة لأخرى ومن عام لآخر. الكثير من مصادر المياه الجوفية هي مصادر غير متجددة. أهم موارد الأردن الفوسفات، البوتاس، الأسمدة ومشتقاتها، بالإضافة إلى السياحة والتحويلات المالية من الخارج، إلى جانب المساعدات الخارجية.
يفتقر الأردن إلى احتياطات من الفحم والطاقة الكهرومائية، وعدم وجود مساحات واسعة من الغابات والثروة الشجرية، بالإضافة إلى قلة الودائع النفطية. يعتمد الأردن على الغاز الطبيعي في 10% من احتياجاته المحلية من الطاقة. كان الأردن يعتمد على العراق في استيراد النفط حتى الغزو الأمريكي للعراق في 2003، ويصنف الأردن على أنه من الدول الناشئة.
يعتمد اقتصاد المملكة بشكل رئيسي على قطاع الخدمات والتجارة والسياحة، وعلى بعض الصناعات الاستخراجية كالأسمدة والأدوية فالأردن فقير بالموارد الطبيعية. توجد مناجم الفوسفات جنوب المملكة، جاعلة من الأردن ثالث أكبر مصدّر لهذه المادة في العالم. ومن أهم الموارد المستخرجة الأخرى البوتاس والأملاح والغاز الطبيعي والحجر الكلسي.
أبرم الأردن اتفاقيات تجارية أكثر من أي بلد عربي آخر. فقد وقّع الأردن اتفاقيات تجارة حرة مع كلا من الولايات المتحدة وكندا وسنغافورة وماليزيا والاتحاد الأوروبي وتونس (مدينة) والجزائر وليبيا وتركيا وسوريا. وهناك المزيد من اتفاقيات التجارة الحرة المخطط لها مع كلٍ من السلطة الفلسطينية والعراق ولبنان وباكستان ومجلس التعاون الخليجي. كما أن الأردن عضو في منطقة التجارة العربية الحرة الكبرى واتفاقية أغادير. كما يتمتع الأردن بوضع متقدم مع الاتحاد الأوروبي.
الاقتصاد الأردني هو اقتصاد المعرفة السائر على درب تطوير التعليم، الخصخصة، التحرر الاقتصادي المستمر، مع إعادة الهيكلة الاقتصادية لضمان مسار إلى اقتصاد قائم على المعرفة. أما العقبات الرئيسية التي تعترض الاقتصاد الأردني فهي مصادر المياه الشحيحة، والاعتماد الكامل على الواردات النفطية من أجل الحصول على الطاقة، وعدم الاستقرار الإقليمي.
قام الأردن على نحو متسارع بخصخصة القطاعات المملوكة للدولة، وتحرير الاقتصاد، وتحفيز النمو غير المسبوق في المراكز الحضرية في الأردن مثل عمان (مدينة) والعقبة على وجه الخصوص. في الأردن ست مناطق اقتصادية خاصة جذبت قدراً كبيراً من الاستثمارات بلغت المليارات في كلٍ من العقبة والمفرق ومعان وعجلون والبحر الميت وإربد. بالإضافة إلى وجود عدد وفير من المناطق الصناعية التي تنتج سلعاً في قطاعات الغزل والنسيج والمستحضرات الدوائية ومستحضرات التجميل والصناعات الدفاعية والفضاء والاتصالات وتكنولوجيا المعلومات. مستقبلاً، يعلق الأردن آماله على السياحة وصادرات اليورانيوم، إضافة إلى الصخر الزيتي والتجارة وتكنولوجيا المعلومات والاتصالات لتحقيق النمو الاقتصادي في المستقبل.

## أسعار الصرف
يبين الجدول التالي الناتج المحلي الإجمالي للأردن بأسعار السوق [المقدر] من جانب صندوق النقد الدولي والأرقام الواردة بملايين الدنانير الأردنية. الجدير بالذكر أنه منذ بداية التداول بالدينار الأردني في عام 1950، تم التعامل به ضمن نظام سعر صرف ثابت أو شبه ثابت. وفي أكتوبر من عام 1995، بدأت المملكة بسياسة سعر الصرف الثابت الحالية على سعر 0.709 دينار أردني مقابل الدولار الأمريكي.
| السنة | الناتج المحلي الإجمالي | صرف الدولار الأمريكي | مؤشر التضخم (2000=100) |
| ----- | ---------------------- | -------------------- | ---------------------- |
| 1980  | 1.165                  | 0.29 دينار أردني     | 35                     |
| 1985  | 1.971                  | 0.39 دينار أردني     | 45                     |
| 1990  | 2.761                  | 0.66 دينار أردني     | 70                     |
| 1995  | 4.715                  | 0.70 دينار أردني     | 87                     |
| 2005  | 9.118                  | 0.70 دينار أردني     | 112                    |

## نظرة اقتصادية
كان الأردن بأغلبيته الساحقة زراعياً عندما استقل في عام 1946. بعد ضم الضفة إلى الأردن، شهد الأردن نمواً اقتصادياً سريعاً نتيجة لتضاعف نسبة الأراضي الصالحة للزراعة وحدوث زيادة كبيرة في إجمالي مصادر المياه نتيجة الضم. بيد أن الاقتصاد الأردني أصيب بكلفة باهظة بسبب ضياع الضفة في حرب 67 واحتلالها من طرف إسرائيل، تسببت في نزوح قسم كبير من سكانها إلى الأردن، وخسارة موارد مائية وأراضي زراعية واسعة، وصولاً إلى أحداث أيلول الأسود التي خلقت صراعات اجتماعية، وفي أعقابها بدأ الاقتصاد الأردني بالتعافي والازدهار الذي استمر حتى أواخر فترة الثمانينات. وكان السبب وراء النمو الاقتصادي الأردني في هذه الفترة الطفرة النفطية في الخليج العربي، وارتفاع حوالات المالية من الجالية الأردنية في الخليج استثمرت في الأردن. لكن هذا النمو لم يدُم، فمنذ العام 1987 والأردن يحارب ارتفاع معدلات البطالة والمديونية الكبيرة. وفي عام 1989 زاد الأردن جهوده الرامية إلى زيادة الإيرادات القادمة إلى خزينة الدولة عن طريق رفع أسعار بعض السلع.
كانت الفترة بين عامي 1989 - 1999 م صعبة على الاقتصاد الأردني بسبب أزمة الكويت وطرد الأردنيين من الكويت بسبب موقف الأردن الداعم للعراق، وما ترتب عليها من تقلص تحويلات المغتربين، وتقلص المساعدات الدولية في إطار السياسة الأمريكية لتسريع الخصخصة وتغطية الإنفاق الحكومي بالضرائب، كما ترافقت مع إتفاقية أوسلو وإتفاقية وادي عربة. وهكذا بدأ الأردن عقداً من الانكماش الاقتصادي. كان سبب الازمة المالية في البلاد بين عامي 1988-1989 هو  الإنفاق الحكومي المتزايد على مدى سنوات طويلة الذي خلف مديونية عالية على الخزينة، واستمرار وزراء المالية المتتابعين  للاقتراض من البنك المركزي. خلال تلك الازمة، أدى الانخفاض الفعلي الاسمي للدينار بنسبة 40% إلى زيادة الدين القومي الأردني وتخفيض مستوى معيشة الأردني العادي بمقدار النصف تقريباً.
عانى الأردن آثاراً اقتصادية من جراء حرب الخليج 1990 - 1991، بينما انخفضت عائدات السياحة. قررت دول الخليج الحد من علاقاتها الاقتصادية مع الأردن؛ لذا تأثرت تحويلات العاملين في الخارج، وأسواق التصدير لهذه الدول، وإمدادات النفط تضررت من جراء موقف الأردن من الحرب ووقوفه إلى جانب العراق، مع قرار الأمم المتحدة إقامة عقوبات على العراق؛ عندها كان الأردن شريك تجاري للعراق ومساند له؛ تضررت المساعدات الخارجية القادمة إلى الأردن ووقع الأردن في مصاعب اقتصادية. وجاء أيضاً ارتفاع تكاليف الشحن على البضائع التي تدخل خليج العقبة، وأخيراً الأعداد الكبيرة العائدة من الخليج عندها تفاقمت البطالة وتوترت قدرة الحكومة على توفير الخدمات الأساسية.
في عام 1992، نما الناتج المحلي الإجمالي في الأردن بنسبة 16.1 في المئة، وهي أعلى نسبة في الشرق الأوسط وشمال أفريقيا. بحلول عام 1993، ازداد الناتج المحلي الإجمالي بنسبة 5,6 في المئة مقابل متوسط بلغ 4.8% في المنطقة. استمر معدل النمو ثابتاً في الناتج المحلي الإجمالي في عام 1994، كما شهد الأردن نمواً اقتصادياً بلغ 8.5% مقابل انخفاض النمو الاقتصادي الإقليمي إلى أقل مستوياته حيث بلغ 2%. في عام 1995، واصل النمو في الناتج المحلي الإجمالي، وهذه المرة بمعدل 5.9%. ومع ذلك، فإن معدلات النمو الاقتصادي في العامين الماضيين لم تصل إلى المعدلات المنصوص عليها في برنامج الإصلاح الاقتصادي. حقق الأردن تقدماً كبيراً بزيادة صادراته وخفض وارداته. انخفض العجز التجاري للمملكة بنسبة 14% في عام 1994، وأخرى 1.1% في عام 1995، كما ارتفعت الصادرات بنسبة 26.5% والواردات بنسبة 9.6% خلال عام 1995. بين عامي 1985 و 1995، نمت صادرات الأردن بنسبة 293%، بينما زادت الواردات بنسبة 141% فقط. ومع ذلك، نما التصدير بشكل مطرد من 23.7% من الناتج المحلي الإجمالي في عام 1992 إلى 27.1% في 1996.
عندما تسلم الملك عبد الله الثاني سلطاته الدستورية ملكاً في عام 1999، باشر بتطبيق خطة إصلاح تهدف إلى تحويل الأردن إلى مركز إقليمي لتكنولوجيا المعلومات والاتصالات والسياحة. في 2001، أصبح الأردن عضواً في منظمة التجارة العالمية كنتيجة للإصلاحات هدفت لإقامة سوق حرة. نتيجة لسياسات الحكومية التي سعت إلى تحرير السوق والاستقرار السياسي، تحولت عمان إلى مركز إقليمي لرجال الأعمال واحد أكثر المواقع المرغوبة في الاستثمار في المنطقة. برز قطاعي السياحة والعقارات، بالإضافة لقطاع تكنولوجيا المعلومات والاتصالات في الأردن كاكثر القطاعات قدرة على المنافسة، مع مئات الآلاف من الأردنيين في الخارج الذين يسعون إلى الاستملاك في وطنهم والمستثمرين في المنطقة الذين يطمحون إلى استثمارات آمنة، أصبح قطاع العقارات في الأردن واحدة من أكثر القطاعات حيوية في المنطقة.
الحكومة تسعى من جهتها إلى السير قدما في إنشاء مناطق اقتصادية لجذب صناعات جديدة وتوفير الخدمات إلى المناطق أقل تطورا من البلاد حيث مشاكل البطالة والفقر تزداد حدة هناك. ومن جهة أخرى النمو في الخليج يوفر فرص عمل للأردنيين في دول الخليج ويساعد على دعم مستويات معيشية للعديد من الأسر الأردنية. ومع ذلك ستكون التطورات في الداخل الأردني هي المفتاح الرئيسي لتحسين الأوضاع. ستمضي الحكومة قدما في مشاريع كبرى مثل مبادرة الإسكان، والمناطق الاقتصادية، وكذلك العمل على جذب رؤوس الأموال والإستثمارات التي تعتمد على المعرفة التي تتطلب عمالة عالية المهارة توفرها الأردن، والمضي في برامج التدريب المهني على امل خلق فرص عمل جديدة، ووضع حد للارتفاع المستمر في الأسعار والتكلفة المعيشية التي أصبحت باهظة. 1
تباطأ النمو الاقتصادي في الأردن في عام 2009 نتيجة للأزمة المالية العالمية. وفي عام 2010 باشر النمو في جميع القطاعات الاقتصادية الرئيسية كما اعلنت الحكومة الأردنية عن عدد كبير من الحوافز الرامية إلى جذب الاستثمارات الأجنبية مثل الإعفاءات الضريبية وإنشاء مناطق حرة جديدة.

## القطاعات

### الزراعة، والأحراج، والصيد
في عام 1996 كان يعمل في هذا القطاع ما نسبته 6.7 ٪ من القوى العاملة الأردنية. في عام 1997، شكل هذا القطاع 6٪ من الناتج المحلي الإجمالي في الأردن. أما العقبة الرئيسية التي تعترض التنمية الزراعية في الأردن فهي ازدياد النقص في المياه، إذ يصنّف أكثر من 91٪ من كتلة اليابسة (الأرض) في البلاد كصحراء أو صحراء قاحلة، وتمثل الزراعة المروية حالياً حوالي 72٪ من استهلاك المياه في الأردن بأكمله. على الرغم من أنها تشكل 15٪ فقط من الأراضي الصالحة للزراعة في البلاد إلا أن حوالي 70٪ من الإنتاج الكلي في الأردن من الفواكه والخضار يأتي من وادي الأردن (الغور).
الزراعة في وادي الأردن مثمرة للغاية، ويرجع ذلك جزئياً لعدد من مشاريع التنمية بين الحكومة والقطاع الخاص الذين واصلوا العمل معاً بشكل فعال من اجل توظيف التقنيات لتوفير المياه مثل الري بالتنقيط والري المحوري والدفيئات البلاستيكية (البيوت البلاستيكية مع صوبات لتدفئة). في المتوسط، يتم إنتاج ثلاثة محاصيل سنوياً في وادي الأردن، الذي هو مصدر معظم إنتاج الطماطم (البندورة) والخيار والحمضيات والبطيخ والكرنب والموز والباذنجان والبطاطس والبصل في الأردن. وفي الوقت نفسه، يزرع القمح والشعير والعدس والحمص حصراً في المناطق البعلية المرتفعة، والتي تشكل الأغلبية الساحقة من الأراضي الصالحة للزراعة في الأردن. ويدعم القطاع الزراعي في الأردن من خلال شبكة واسعة النطاق من البنية التحتية. حيث يقوم أسطول من الشاحنات المبردة والمجهزة لنقل الفواكه والخضروات إلى أسواق التصدير. بالإضافة إلى ذلك، تتوفر طائرات شحن تحمل نحو 200 طن أسبوعياً.

#### النبيذ الأردني

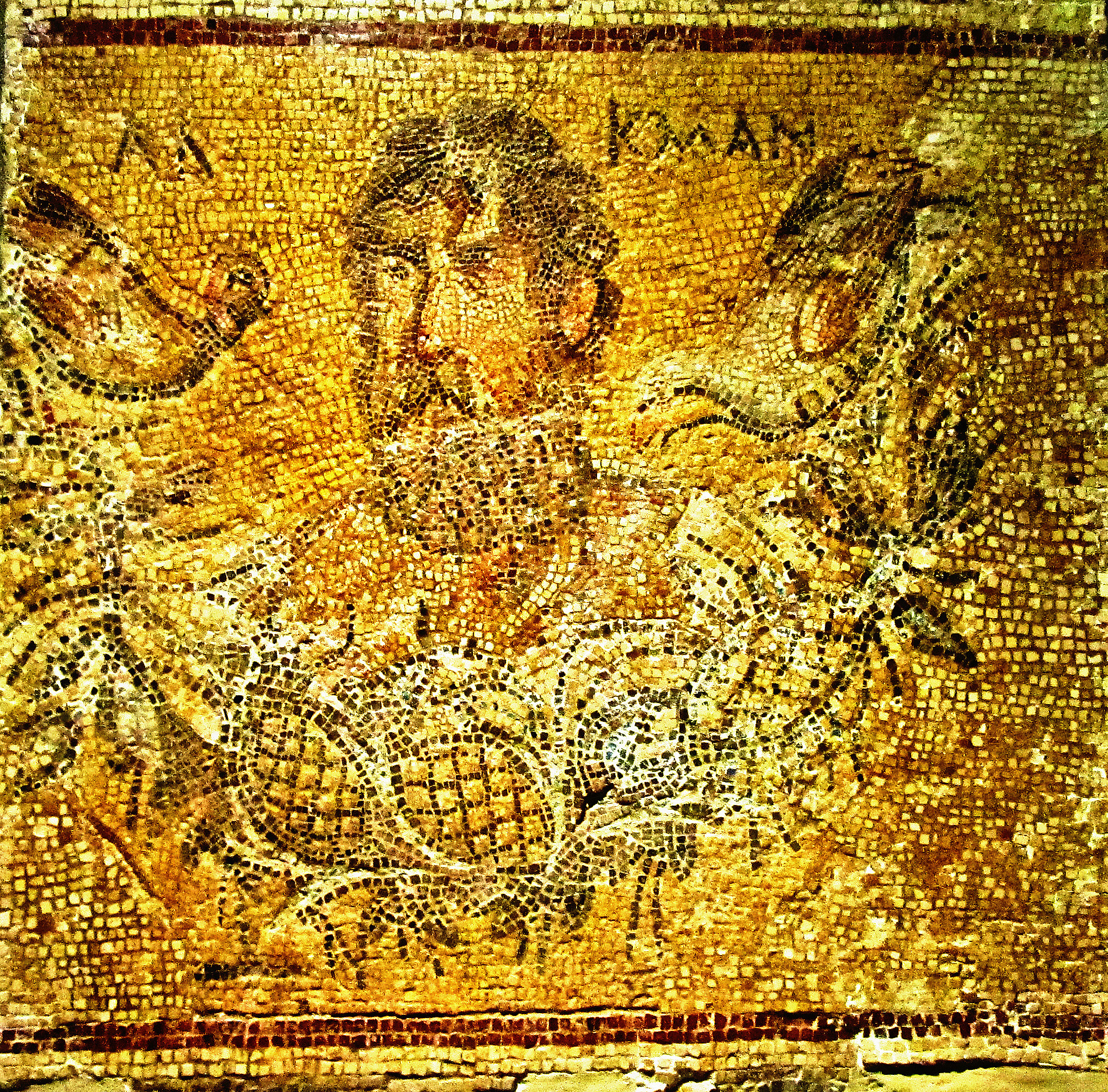
لوحة فسيفسائية أثرية في مدينة جرش شمالي الأردن تظهر الشاعر اليوناني ألكمان يشرب النبيذ

بدأت صناعة النبيذ في الأردن منذ الاف السنين ومن قبل العرب الأنباط. وتشير العديد من المصادر أن النبيذ الذي قدم المسيح خلال العشاء الأخير جاء من أم قيس في شمال الأردن.[بحاجة لمصدر]
واليوم يوجد في الأردن أكثر من مصنع لتصنيع النبيذ مثل مصنع زعمط الذي اشتهر بسبب اعتماده على العنب المزروع عضويا. النبيذ الأردني بات ينافس عالميا وقد نال ميداليات عديدة في مسابقات دولية.

## الصناعة
استمر النمو الصناعي في عام 1999 مع القيمة المضافة بما يعادل 16,7٪ من الناتج المحلي الإجمالي في الأردن. الصناعة شغلت في عام 1997 13,8٪ من القوى العاملة في البلاد. في عام 1997، تم تسجيل 301 شركة صناعية جديدة برأسمال إجمالي قدره 50.9 مليون دولار، مقابل 301 شركة برأسمال قدره 40.1 مليون دولار في عام 1996. في عام 1985، تكونت في الأردن قاعدة صناعية مكونة من 9300 شركة، بينما في الوقت الراهن تجدها تصل عند 19400 شركة. في عام 1996، بلغة صادرات الأردن من البوتاس والفوسفات نحو 328 مليون دولار أمريكي، أي حوالي 21,8٪ من عائدات التصدير المحلية في الأردن. الأردن يحتل المرتبة الثالث من مصدرين الفوسفات في العالم. في عام 1997، نمت المحاجر وقطاع التعدين بنحو 2,9 ٪، ووصل إنتاج الفوسفات والبوتاس إلى 5.89 مليون طن و 1.41 مليون طن على التوالي.

## الطاقة
في السنوات الأخيرة، قامت شركات كندية ويابانية وأميركية ونمساوية وكورية جنوبية بعمليات استكشاف عن وجود النفط في الأردن، ووفقاً لهيئة الموارد الطبيعية في الأردن، فإن موارد البلاد لا تزال غير مستغلة نسبياً.
عام 1987، تم اكتشاف الغاز الطبيعي في الأردن، ويقدر الخبراء أن مخزون الأردن من الغاز الطبيعي يتراوح بين 150 - 400 مليار متر مكعب. وقد قدّر مخزون الصخر الزيتي في الأردن بحوالي 40 مليار طن، يقع معظمها في المنطقة الجنوبية حوالي 100 كيلو متر إلى الجنوب من عمان.

## الإنشاءات
بعد فترة من النمو الاستثنائي (الهائل) في عامي 1992 و 1993، عاد قطاع الإنشاءات بمعدل نمو أكثر استقراراً في عامي 1994 و 1995، ويرجع ذلك إلى الطلب على المساكن لحوالي 300.000 من الأردنيين العائدين من الخليج. وقد نما القطاع بنسبة 11.7٪ عام 1994، وقد خلق هذا النمو فائضاً في الوحدات السكنية وتخمة في السوق. ونتيجة لذلك، نما القطاع بنسبة 0.8٪ فقط في عام 1995 بأسعار ثابتة.

## الإصلاح
تطوّر الإصلاح الاقتصادي في الأردن وتسلسل وقائعه:
| العام | الحدث |
| ----- | --- |
| 1980  | زادت التحويلات الرسمية إلى الأردن بنسبة حوالي 300 في المئة في فترة سنتين، إذا شهدت الدولة العربية المتبرعة ارتفاعاً كبيراً في العائدات. زاد الناتج المحلي الإجمالي بنسبة 18 بالمئة عام 1982. ارتفع عجز الحساب الجاري الأردني بمقدار عشرات أضعاف في سنة واحدة. |
| 1982  | ارتفع عجز الحساب الجاري الأردني بمقدار عشرة أضعاف في سنة واحدة. |
| 1983  | تم اكتشاف كميات قليلة من النفط الخام، ولكن انسحاب شركتي نفط أجنبيتين من أعمال التنقيب جعل إمكانية العثور على كميات ضخمة من النفط في الأردن أمر مستبعد. |
| 1984  | تدنت نسبة نمو إجمالي الناتج المحلي في الأردن إلى 1,4 في المئة بعد أن كانت في السنة السابقة 20 في المئة. |
| 1986  | انهارت أسعار النفط العالمية في أيلول/سبتمبر، أعلنت الخطة الخمسينية 1986-1990، وهي خطة تبنت استمرار العمل بحرية التجارة والالتزام بسياسة نقدية ومالية متحفظة، تعتمد المرونة في أسعار الفائدة. تم الإعلان عن أن عملية التخصيص أمر مستحسن وتم تحديد ثلاثة مشاريع عامة كي تشملها عملية الخصخصة وهي شركة الطيران الملكية الأردنية، وشركة النقل العامة، وشركة الاتصالات العامة. |
| 1987  | تدنت المعونات من دول الخليج العربية وتحويلات العاملين فيها في أعقاب انهيار أسعار النفط. ارتفع دَين الأردن الخارجي كما ارتفع معدل البطالة فيه. |
| 1988  | شهد الأردن أزمة في توفر العملات الأجنبية. وفرض البنك المركزي قيوداً أدت إلى اشتداد الضغوط على الدينار. - تم تخفيض قيمة الدينار، وتبع ذلك تعويمه. - تم اعتماد عدد من التدابير الاقتصادية في إنفاق العملات الأجنبية، منها حظر استيراد السلع الاستهلاكية المعمرة لمدة سنة. - تم رفع تسيير وتسهيل الحصول علي رخص إنشاء مؤسسات صناعية. أعلن الملك حسين قرار قطع العلاقات القانونية والإدارية بين المملكة الأردنية الهاشمية والضفة الغربية التي تحتلها إسرائيل. وضعت موازنة تقشف لعام 1989. منعت الحكومة الاستيراد بكميات كبيرة بسبب الضغط الشديد على ميزان المدفوعات. |
| 1989  | بدأت الحكومة الأردنية برنامجاً إصلاحياً بمساعدة صندوق النقد الدولي، وأدى إلى السماح للأردن بسحب 125 مليون دولار من موارد الصندوق. وكان من أهداف البرنامج: - تخفيض عجز الموازنة بنسبة 24 في المئة من إجمالي الناتج المحلي، إلى ما نسبته 10 في المئة منه بحلول عام 1993. - تشجيع النمو الاقتصادي الذي يدعمه التصدير. - تخفيض معدل التضخم. - إزالة عجز الحساب الجاري الخارجي. رفعت الحكومة أسعار عدد كبير من السلع الرئيسية. شهد الأردن اضطرابات مدنية لأول مرة؛ لم تكن الإضطرابات بتحريض من قوى خارجية، ولكن بسبب استياء الناس من إجراءات التقشف الاقتصادي والمطالبة بتغيرات سياسية. حصلت تغيرات كاسحة في أرفع المناصب الحكومية والإدارية. فقد أقال الملك حسين رئيس الوزراء زيد الرفاعي، وتم تبديل وزير المالية ومحافظ البنك المركزي، عيّن الملك ابن عمه الشريف زيد بن شاكر رئيساً للوزراء. كلّف رئيس الوزراء الجديد مهمة تخفيف احتقان الجو السياسي والتحضير لانتخابات برلمانية عامة. في نيسان (أبريل) بدات حملة تحرير الصحافة وبحلول كانون الأول (ديسمبر) كانت الحكومة قد تخلّت عن سيطرتها على الصحف اليومية الثلاث - الرأي والدستور والعرب اليوم. تم توقيع قرض البنك الدولي لبرنامج الإصلاح الاقتصادي (قيمته 150 مليون دولار). التزم البنك المركزي بسياسة نقدية أكثر تشدداً وبدأ يحدّ من الكتلة النقدية لضبط التضخم (الذي كان معدله يقارب 25 في المئة). نظراً لاستمرار انخفاض قيمة الدينار تم اعتماد سعرين لصرفه، فأصبح هناك سعر رسمي للسلع الضرورية وسعر تقرره السوق للسلع غير الضرورية. وكانت الحكومة تهدف إلى توحيد السعرين بنهاية عام 1989. في الثامن من تشرين الثاني (نوفمبر) أُجريت انتخابات برلمانية كانت حرة ونزيهة إجمالاً. |
| 1990  | رفعت الحكومة الحظر عن استيراد السلع الاستهلاكية الكمالية. وتمت الموافقة في الربع الثاني من السنة على موازنة عام 1990، ومن أبرز ما تضمنته: - تقليص عجز الموازنة. - تجميد رواتب موظفي القطاع العام. - طرح مشروع قانون ضريبة الدخل على المناقشة في البرلمان، وتركزت الخلافات في شأنه على مقادير الإعفاءات الضريبية. - أزمة الخليج تصيب الأردن بأضرار كبيرة، إذا انخفض الناتج القومي الإجمالي الأردني بنسبة حوالي 50 في المئة بسبب خسارة البلاد قدراً كبيراً من تجارتها وتحويلات العاملين في الخارج واستثمارات وتحويلات المعونة الخارجية. أنفقت الحكومة 550 مليون دولار لتوفير المأكل والمأوى والمياه لما يقدر 800.000 لاجيء فروا من الكويت والعراق إلى الأردن. ارتفع معدل البطالة إلى 30 في المئة. |

## الخدمات الصحية
من المظاهر المميزة للاستثمار في الإنسان الخدمات الصحية في الأردن، حيث تعتبر من أفضل الخدمات والمقاييس في المنطقة العربية؛ مثال على ذلك، يعتبر الأردن الأول بين الدول العربية من حيث عدد عمليات القلب المفتوح وزراعة القلب. وتبلغ نسبة الأطباء إلى السكان 16.1 طبيب لكل ألف نسمة، وهي متقدمة في ذلك على بريطانيا التي تبلغ فيها النسبة 15.1 لكل ألف نسمة. واكتسبت المستشفيات والخدمات الصحية الأردنية سمعة عربية وعالمية عالية المستوى، بلغ عدد المستشفيات في الأردن عام (2009) 108 مستشفيات توفر 11,357 سرير. واكتسبت من بينها مدينة الحسين الطبية سمعة ذائعة الصيت في مستوى تقنياتها وتخصصية الأطباء العاملين فيها، مما جعلها مقصد طالبي العلاج من الشخصيات الخليجية الغنية القادرة على الذهاب لأية عاصمة أوروبية.

## التجارة الخارجية
| القطاع               | كانون ثاني 2008 | حزيران 2009 | معدل النمو (%) |
| -------------------- | --------------- | ----------- | -------------- |
| الصادرات الكلية      | 2,620.0         |             | -11.7%         |
| الصادرات الوطنية     | 1,982.5         |             | -11.3%         |
| السلع المعاد تصديرها | 637.            |             | -12.9%         |
| المستوردات           | 6,092.          |             | -23.0%         |
| الميزان التجاري      | -3,472.700      | -2,376.000  | -31.6%         |
| المصدر: بترا         |                 |             |                |

## النشاط الاقتصادي
التوزيع النسبي للعاملين الأردنيين فوق سن 15 سنة، حسب النشاط الاقتصادي 2007-2009.
| النشاط الاقتصادي                      | 2007   | 2008   | 2009   |
| ------------------------------------- | ------ | ------ | ------ |
| الزراعة صيد الأسماك                   | 2.7    | 2.6    | 2.8    |
| التعدين والمقالع                      | 0.7    | 0.7    | 0.9    |
| الصناعات التحويلية                    | 11.1   | 10.6   | 10.6   |
| الكهرباء والغاز والمياه               | 1.5    | 1.6    | 1.3    |
| الإنشاءات                             | 6.7    | 6.4    | 6.4    |
| تجارة الجملة والمفرق                  | 16.9   | 16.6   | 16.4   |
| الفنادق والمطاعم                      | 2.5    | 2.3    | 2.1    |
| النقل والتخزين والاتصالات             | 8.8    | 9.2    | 9.5    |
| الوساطة المالية                       | 2.1    | 2.2    | 1.9    |
| الأنشطة العقارية والتأجير والأعمال    | 4.1    | 4.4    | 4.5    |
| الإدارة العامة                        | 19.2   | 20.0   | 19.7   |
| التعليم                               | 12.3   | 12.0   | 11.7   |
| الصحة والعمل الاجتماعي                | 5.1    | 5.1    | 5.0    |
| انشطة مجتمعية أخرى                    | 5.1    | 5.1    | 5.0    |
| الأسر الخاصة التي تتضمن أفراداً عاملين | 5.6    | 6.0    | 6.1    |
| المنظمات والهيئات الدولية             | 0.3    | 0.2    | 0.3    |
| المجموع (%)                           | 1.00.0 | 1.00.0 | 1.00.0 |
| المصدر: دائرة الإحصاءات العامة        |        |        |        |

## العقبة
على الرغم من أن عدد سكانها لا يتجاوز 100.000 نسمة، إلا أن مدينة العقبة أصبحت مثالاً على كيفية اجتذاب الاستثمارات. فخلال عقد من الزمن، ازداد الاستثمار المحلي والأجنبي في منطقة العقبة بشكل كبير؛ ومن المتوقع زيادة عدد سكان المدينة إلى الضعف خلال السنوات العشرة المقبلة.
تتمتع هذه المدينة بعدد من المزايا الطبيعية، إذ تقع بين ثلاث دول، أولها الأردن، فهي تقع أقصى جنوب الدولة الأردنية على شواطئ ولاية البحر الأحمر وخليج العقبة بين العربية السعودية وفلسطين المحتلة؛ بالإضافة إلى أنها ليست بعيدة عن مصر، حيث يمكن الوصول إليها خلال نصف ساعة بحراً. العقبة قريبة من قناة السويس، ومن العقبة تستطيع الوصول بسهولة إلى المراكز التجارية الرئيسية في منطقة الشرق الأوسط، بالإضافة إلى كونها المنفذ البحري الوحيد للمملكة. وكانت منطقة العقبة الاقتصادية الخاصة هي المسؤولة عن معظم التطور الحاصل لهذه المدينة منذ افتتاحها في عام 2001.
تغطي المدينة مساحة 375 كم2، وتقدم مجموعة من الحوافز الضريبية والجمركية، ما يسمح للشركات العاملة في منطقة العقبة الاقتصادية الخاصة بتوظيف العمال الأجانب بنسبة تصل إلى 70٪ من نشاطاتها. تجاوزت منطقة العقبة الاقتصادية الأهداف التي وضعتها لحجم الاستثمار المراد جلبه للمدينة بنسبة 33%. بحلول عام 2006 كانت قد حققت بالفعل حوالي 8 مليارات دولار عوائد استثمارات، متخطية الرقم الذي وضعته وطمحت في الحصول عليه في عام 2020 والبالغ 6 مليارات دولار. تسعى منطقة العقبة الاقتصادية الخاصة لجذب المزيد من الاستثمارات برقم يصل إلى 12 مليار دولار موزعة على عدد من القطاعات، بما في ذلك قطاعات التمويل والسياحة والصناعة. وضع قانون التنمية لعام 2008 مجموعة من الأطر العامة للمناطق الاقتصادية الخاصة في المملكة اعتماداً على نموذج العقبة.

### Bibliography
- Brand, Laurie. Jordan’s Inter-Arab Relations: The Political Economy of Alliance Making. New York: Columbia University Press, 1994.
- Country Profile: Jordan 1995-96. London: The Economist Intelligence Unit, 1995.
- International Monetary Fund Jordan Page
- Jeffreys, Andrew ed. Emerging Jordan 2003. London: The Oxford Business Group, 2002.
- Maciejewski, Edouard and Ahsan Mansur eds. Jordan: Strategy for Adjustment and Growth. Washington, D.C.: International Monetary Fund, 1996.
- Piro, Timothy. The Political Economy of Market Reform in Jordan. Lanham, Maryland: Rowman & Littlefield Publishers, 1998.
- Prados, Alfred and Jeremy Sharp. Congressional Research Service. Report for Congress. Jordan: U.S. Relations and Bilateral Issues. Washington, D.C.: Library of Congress, 2006.
- Robins, Philip. Jordan to 1990: Coping with Change. London: The Economist Intelligence Unit, 1986.